# Синьша (озеро)
Си́ньша (бел. Сі́ньша) — озеро в Россонском районе Витебской области Беларуси и Невельском районе Псковской области России. Относится к бассейну реки Дрисса, протекающей через озеро.

## Географическое положение
Озеро Синьша располагается в 37 км к востоку от городского посёлка Россоны и в 6 км к юго-востоку от деревни Заборье. Почти вся территория относится к Белоруссии, однако северо-восточный, восточный и южный берега принадлежат России.

## Описание
Озеро состоит из двух частей, разделённых в продольном направлении полуостровом и двумя островами общей площадью 0,17 км². Через водоём протекает река Дрисса, выше и ниже по течению которой располагаются озёра Островцы и Буза соответственно. Озеро Синьша соединено протоками с озёрами Волоба (в Белоруссии) и Донское (в России).
Площадь зеркала составляет 2,53 км². Длина — 4 км, наибольшая ширина — 1,44 км. Длина береговой линии — 9,9 км. Наибольшая глубина — 7,1 м, средняя — 3,2 м. Объём воды в озере — 8,1 млн м³. Площадь водосбора — 1782 км².
Котловина лощинного типа, вытянутая с северо-запада на юго-восток. Склоны высотой 10—15 м, умеренно крутые. Северо-восточные склоны высотой 5—8 м, пологие, песчаные. На юге и востоке сформирована терраса высотой 1,2 м.
Береговая линия сильно изрезана и образует множество небольших заливов. Берега сливаются со склонами. Высота восточного берега составляет 0,3 м. Озеро окружено поймой шириной 10—20 м.
Дно плоское. Преобладающая глубина — 3—4 м. Мелководье песчаное, глубже дно выстлано илом и сапропелем.
Минерализация воды составляет 180—185 мг/л. Прозрачность достигает 1,8 м. Цветность воды — 80—90°. Водоём подвержен эвтрофикации.

## Флора и фауна
Склоны котловины поросли лесом. На берегах и в пойме произрастает кустарник.
Полоса надводной растительности шириной 20—30 м распространяется на глубину до 2,2 м. В заливах северо-восточной части озера растёт водяной орех плавающий, занесённый в Красную книгу Республики Беларусь.
В озере водятся щука, лещ, плотва, окунь, линь, карась, краснопёрка, уклейка, судак, жерех, густера, угорь.

## Охранный статус
Озеро Синьша входит в состав одноимённого республиканского ландшафтного заказника.